# Kuhimana (bog)
Za poglavicu, pogledajte „Kuhimana”.
U havajskoj mitologiji, Kuhimana je bog proricatelja sudbine.
Povjesničar David Malo je zapisao da su „proricatelji sudbine i oni koji su proučavali nebeske znakove (kilokilo) štovali boga Kuhimanu”.
Kuhimana je također zvan bogom astrologâ.